# Васильев, Михаил Александрович (хоккеист)
Михаил Александрович Васильев (род. 8 июня 1962, Электрогорск, Московская область) — советский и российский хоккеист, нападающий, тренер.
Олимпийский чемпион 1984. Чемпион мира 1983, второй призёр 1987, третий призёр 1985. Чемпион Европы 1985, 1987. Участник Кубка Канады 1984. На чемпионатах мира и Европы и на Олимпиадах провёл 33 матча, забросил 9 шайб.

## Биография
Родился 8 июня 1962 года в городе Электрогорск Московской области.

### Хоккеист
На Родине выступал за московский ЦСКА (1981—1988) и ярославское «Торпедо» (1989—1990, 1994). В чемпионатах СССР и Межнациональной хоккейной лиги — 314 матчей, 100 голов. В составе ЦСКА чемпион СССР 1981—1988 годов и обладатель Кубка СССР 1988.
В 1990 году уехал в Италию (получил гражданство), где выступал за клубы «Сельва» (1990—1992), «Варезе» (1992—1994), «Бозен 84» (1994—1996), «Больцано» (1996—1997, 1998—2001). В сезоне 1997/1998 выступал за датский «ХК Рёдовре». В составе «Больцано» чемпион Италии 1997, 2000.

### Тренер
Тренировал итальянские клубы «Больцано» (2003/2004) и «Понтебба» (2006/2007), юниорскую сборную России (2009/2010), юниорскую сборную Белоруссии. Главный тренер РЦОП (Раубичи, Беларусь) в 2011—2012 годах. С 2013 по весну 2016 гг. — главный тренер «Красной Армии» (финалист Кубка Харламова и серебряный призёр чемпионата МХЛ 2014).
С 2020 по 2022 год был тренером хоккейного клуба «Салават Юлаев».

## Награды и звания
- Заслуженный мастер спорта СССР (1983).
- Медаль «За трудовую доблесть» (1984).
- 6 декабря 2013 года в ЛДС ЦСКА им. В. М. Боброва под своды дворца поднят именной стяг Михаила Васильева № 23.